# Ditassa racemosa
Ditassa racemosa är en oleanderväxtart som beskrevs av Nathaniel Lord Britton. Ditassa racemosa ingår i släktet Ditassa och familjen oleanderväxter. Inga underarter finns listade i Catalogue of Life.